# Лорум (провінція)
Лорум (фр. Loroum) — одна з 45 провінцій Буркіна-Фасо. Входить до складу Північної області. Адміністративний центр провінції — місто Титао. Площа провінції становить 3592 км².

## Населення
За даними на 2013 рік чисельність населення провінції становила 173 993 людини.
Динаміка чисельності населення провінції по роках:
| 1996   | 1997   | 2005   | 2006   | 2013   |
| ------ | ------ | ------ | ------ | ------ |
| 111339 | 111707 | 140451 | 142990 | 173993 |

## Адміністративний поділ
В адміністративному відношенні поділяється на 4 департаменти:
- Бан
- Віндігу
- Солле
- Титао